# Verdi (cràter)
Verdi és un cràter d'impacte en el planeta Mercuri de 145 km de diàmetre. Porta el nom del compositor italià Giuseppe Verdi (1813-1901), i el seu nom va ser aprovat per la Unió Astronòmica Internacional el 1979.
L'extens mantell d'ejecció del cràter i el camp del cràter secundari se superposen sobre els materials de les planes i dels cràters antics.
Verdi es troba a la part nord del quadrangle Shakespeare i és relativament gran per a un cràter de Mercuri, amb una vora baixa i el sòl poc profund. El cràter té un diàmetre de prop de 145 km, encara que les estimacions de la seva grandària han variat. Igual que el seu veí, el cràter Brahms, Verdi és un cràter complex amb un pic central i les parets en terrasses, i té diversos cràters secundaris. Una altra característica clau del cràter és els seus anells interiors discontínus.
Verdi va ser fotografiat per primera vegada pel Mariner 10, una sonda espacial robòtica llançada a principis de 1970 per estudiar Venus i Mercuri. Verdi i la majoria d'altres cràters del planeta van ser fotografiats el 2011 per la missió Messenger, una sonda enviada per la NASA per a orbitar i fotografiar el planeta.